# Pietrowka (rejon miedwieński)
Pietrowka (ros. Петровка) – chutor w zachodniej Rosji, w sielsowiecie niżnierieutczanskim rejonu miedwieńskiego w obwodzie kurskim.

## Geografia
Miejscowość położona jest nad Miedwienką (zwaną także Miedwienskij Kołodieź) (lewy dopływ rzeki Połnaja w dorzeczu Sejmu), 9 km od centrum administracyjnego sielsowietu (Niżnij Rieutiec), przy północnej granicy centrum administracyjnego rejonu (Miedwienka), 32 km na południe od Kurska, przy drodze magistralnej (federalnego znaczenia) M2 «Krym».
W chutorze znajduje się ulica Kołchoznaja oraz 106 posesji.
Klimat
Miejscowość, jak i cały rejon, znajduje się w strefie klimatu kontynentalnego z łagodnym ciepłym latem i równomiernie rozłożonymi opadami rocznymi (Dfb w klasyfikacji klimatów Köppena).

## Demografia
W 2010 r. chutor zamieszkiwało 116 osób.